# Cité internationale universitaire de Paris

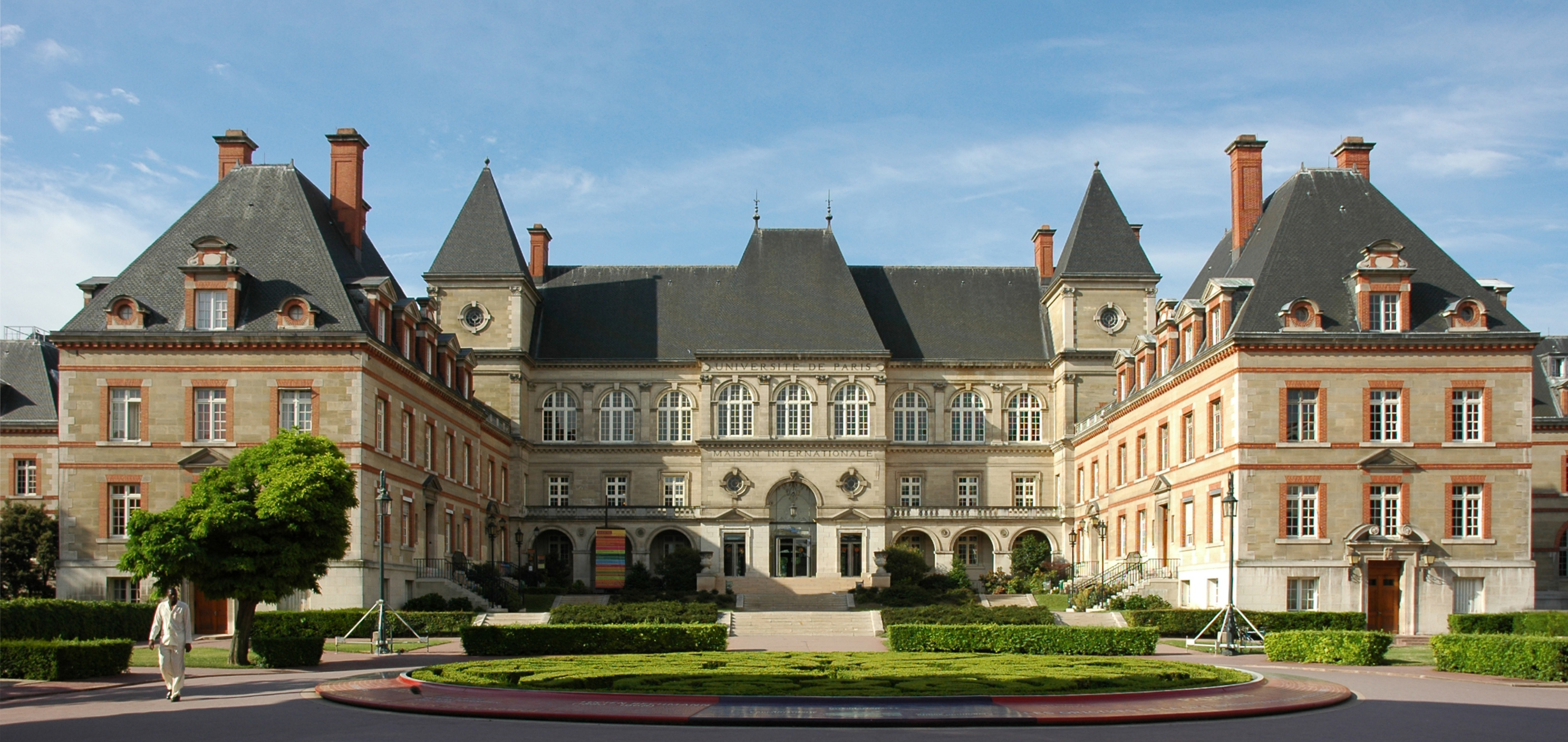
Maison international (sídlo ústředí CIUP)

Cité Internationale Universitaire de Paris, zkratka CIUP (česky: Mezinárodní univerzitní město v Paříži) je komplex vysokoškolských kolejí na jihu Paříže ve 14. obvodu. Kampus byl založen v roce 1925 a postupně rozšiřován. V letech 2005 a 2007 byly otevřeny dvě nové koleje, které se nacházejí již na území 19. obvodu. Kampus se skládá jednak z kolejí, které jsou součástí CIUP a jsou v jeho přímé správě a dále z kolejí, které jsou nezávislé a jejichž provoz je financován nadacemi nebo zahraničními vládami. Koleje slouží studentům a vědcům, kteří pobývají na pařížských vysokých školách. Z důvodu zachování neutrality a sekularismu nemohou stát v areálu žádné církevní stavby.

## Historie
Projekt bydlení pro studenty z celého světa prosadil tehdejší ministr výuky André Honnorat v roce 1920. Jeho myšlenku podpořil mecenáš a alsaský průmyslník Émile Deutsch de la Meurthe a v roce 1925 byla otevřena první studentská kolej, která dnes nese název Fondation Deutsch de la Meurthe. Krátce na to byly otevřeny i další koleje financované mecenáši, průmyslníky nebo zahraničními vládami. Mezi světovými válkami tak zde stálo již 19 objektů včetně Maison international (Mezinárodní dům), ve kterém sídlí ústředí CIUP, vybudované na náklady filantropa Johna Rockefellera ml. Rovněž básník Edmund Haraucourt (1856–1941) odkázal svůj dům na ostrově Bréhat u Bretaně, kde studenti mohou trávit prázdniny.
Po druhé světové válce pokračovala výstavba dalších budov. V letech 1948–1969 vzniklo 17 nových domů. Další přibyly až na počátku 21. století v letech 2005–2007. Tyto dvě koleje se nacházejí již na území 19. obvodu.

## Obyvatelé kolejí
Koleje slouží k ubytování zahraničních studentů a vědeckých pracovníků pařížských vysokých škol. Se svými 5600 lůžky ve 40 domech je nejrozsáhlejším ubytovacím prostorem pro tyto osoby v regionu Île-de-France. V roce 2009 zde bylo žilo 141 národností. Za 80 let své existence zde bydlelo přes 200 000 osob z celého světa. Kampus nabízí kromě ubytování též další služby jako jsou knihovny, divadlo, výstavní síně, sportovní zařízení nebo restaurace.

## Seznam kolejí

Plan

|    | Název koleje | Rok otevření | Vyobrazení        |  |
| -- | --- | ------------ | ----------------- |  |
| 1  | Fondation Émile et Louise Deutsch de la Meurthe, architekt Lucien Bechmann, v roce 1998 byla kolej zanesena na seznam historických památek | 1925         | Fotografie budovy |  |
| 2  | Maison des étudiants canadiens (Dům kanadských studentů), architekt Olivier Le Bras                                                        | 1925         | Fotografie budovy |  |
| 3  | Collège néerlandais (Nizozemská kolej) architekt Willem Marinus Dudok, v roce 1998 zapsána mezi historické památky                         | 1926         | Fotografie budovy |  |
| 4  | Fondation Biermans-Lapôtre (pro studenty z Belgie a Luxemburska), architekt Armand Guéritte                                                | 1927         | Fotografie budovy |  |
| 5  | Collège d'Espagne (Španělská kolej), architekt Modesto Lopez Otero                                                                         | 1927         | Fotografie budovy |  |
| 6  | Maison du Japon (Japonský dům), architekt Pierre Sardou                                                                                    | 1927         | Fotografie budovy |  |
| 7  | Fondation Argentine (Argentinská nadace), architekti René Betourné, L. Fagnez a Tito Saubidé                                               | 1928         | Fotografie budovy |  |
| 8  | Maison de l'Institut national agronomique (Dům Národního zemědělského ústavu), architekt René Patouillard                                  | 1928         | Fotografie budovy |  |
| 9  | Fondation Haraucourt, dům na ostrově Bréhat                                                                                                | 1929         | Fotografie budovy |  |
| 10 | Maison des étudiants arméniens (Dům arménských studentů), architekt Léon Nafilyan, založil a financoval Boghos Nubar Pacha                 | 1930         | Fotografie budovy |  |
| 11 | Maison de l'Asie du Sud-Est (Dům Jihovýchodní Asie), architekti Pierre Martin a Maurice Vieu                                               | 1930         | Fotografie budovy |  |
| 12 | Fondation des États-Unis (Nadace Spojených států), architekt Pierre Leprince-Ringuet                                                       | 1930         | Fotografie budovy |  |
| 13 | Fondation Suisse (Švýcarská nadace), architekt Le Corbusier, v roce 1986 zapsána mezi historické památky                                   | 1930         |                   |  |
| 14 | Maison de la Suède (Švédský dům), architekti Peder Clason a Germain Debré                                                                  | 1931         | Fotografie budovy |  |
| 15 | Fondation Rosa Abreu De Grancher (kubánská kolej), architekt Albert Laprade                                                                | 1932         | Fotografie budovy |  |
| 16 | Fondation Danoise (Dánská nadace), architekt Kaj Gottlob                                                                                   | 1932         | Fotografie budovy |  |
| 17 | Fondation Hellénique (Helénská nadace), architekt Nicolas Zahos                                                                            | 1932         | Fotografie budovy |  |
| 18 | Maison des Provinces de France (Dům francouzských regionů), architekt Armand Guéritte                                                      | 1933         | Fotografie budovy |  |
| 19 | Résidence Robert Garric (součástí Maison internationale), architekti Lucien Bechmann a Jean-Frédéric Larson                                | 1936         | Fotografie budovy |  |
| 20 | Collège Franco-Britannique (Francouzsko-britská kolej), architekti Pierre Martin a Maurice Vieu                                            | 1937         | Fotografie budovy |  |
| 21 | Fondation de Monaco (Monacká nadace), architekt Julien Médecin                                                                             | 1937         | Fotografie budovy |  |
| 22 | Maison du Liban (Libanonský dům), architekti Jean Vernon a Bruno Philippe                                                                  | 1948         |                   |  |
| 23 | Maison des Arts et Métiers (Dům École nationale supérieure d'arts et métiers), architekti U. Cassan, M. Bourgouin a G. Paul                | 1949         | Fotografie budovy |  |
| 24 | Résidence Lucien Paye, architekt Albert Laprade                                                                                            | 1949         | Fotografie budovy |  |
| 25 | Fondation Victor Lyon, architekt Lucien Bechmann                                                                                           | 1950         | Fotografie budovy |  |
| 26 | Résidence André Honnorat, architekti Jean-Frédéric Larson a Lucien Bechmann                                                                | 1953         | Fotografie budovy |  |
| 27 | Maison du Maroc (Marocký dům), architekti Albert Laprade, Jean Vernon, Bruno Philippe a Jean Walter                                        | 1953         | Fotografie budovy |  |
| 28 | Maison du Mexique (Mexický dům), architekti Jorge L. Medellin a Roberto E. Medellin                                                        | 1953         | Fotografie budovy |  |
| 29 | Maison de la Tunisie (Tuniský dům), architekt Jean Sebag                                                                                   | 1953         | Fotografie budovy |  |
| 30 | Maison de Norvège (Norský dům), architekt Reidar Lund                                                                                      | 1954         | Fotografie budovy |  |
| 31 | Maison du Brésil (Brazilský dům), architekti Le Corbusier a Lucio Costa, v roce 1985 zapsán mezi historické památky                        | 1954         |                   |  |
| 32 | Maison des Industries Agricoles et Alimentaires (Dům zemědělského a potravinářského průmyslu), architekti F. Thieulin a X. de Vigan        | 1954         | Fotografie budovy |  |
| 33 | Maison Heinrich Heine (Dům Heinricha Heineho pro německé studenty), architekti Johannes Krahn a Paul Maitre                                | 1956         |                   |  |
| 34 | Maison du Cambodge (Kambodžský dům), architekt Alfred Audoul                                                                               | 1957         | Fotografie budovy |  |
| 35 | Maison de l'Italie (Italský dům), architekt Piero Portaluppi                                                                               | 1958         | Fotografie budovy |  |
| 36 | Résidence André de Gouveia (Portugalská kolej), architekti José Sommer Ribeiro a Henry Crepet                                              | 1960         |                   |  |
| 37 | Maison de l'Inde (Indický dům), architekti J. M. Benjamin, H. R. Laroya a Gaston Leclaire                                                  | 1967         |                   |  |
| 38 | Fondation Avicenne (Nadace Avicenna), bývalý Pavillon de l'Iran (Íránský pavilon), architekti Heydar Ghiai a Claude Parent                 | 1969         |                   |  |
| 39 | Résidence Lila, autor ateliér Jade a Sami Tabet (19. obvod))                                                                               | 2005         |                   |  |
| 40 | Résidence Quai de la Loire (19. obvod) | 2007         | Fotografie budovy |  |

## Slavní obyvatelé
- Fernando Arrabal (Collège d'Espagne)
- Pío Baroja (Collège d'Espagne)
- Raymond Barre
- Karen Blixenová (Fondation Danoise)
- Habíb Burgiba
- Aimé Césaire
- Julio Cortázar (Fondation Argentine)
- Abdou Diouf (Résidence Lucien Paye)
- Georges Charpak
- Sebastião Salgado (Maison du Brésil)
- Jacques Santer (Fondation Biermans-Lapôtre)
- Jean-Paul Sartre
- Léopold Sédar Senghor (Fondation Deutsch de la Meurthe)
- Narciso Yepes (Collège d'Espagne)